# Vomano
De Vomano is een rivier in Abruzzo, Midden-Italië met een lengte van 76 kilometer.
De rivier ontspringt op de helling van de Monte San Franco in het Nationaal Park Gran Sasso e Monti della Laga nabij de Passo delle Capannelle. De rivier stroomt noordwaarts en vormt de scheiding tussen de berggroepen Gran Sasso en Monti della Laga. In het hoogste deel van het stroomgebied wordt de Vomano enkele maal gestuwd ten behoeve van stroomopwekking. Onderweg wordt de rivier gevoed door zo'n dertig zijrivieren waarvan de Arno en Mavone uit het Gran Sassogebied de belangrijkste zijn.
In het lagere stroomgebied heeft de rivier een breed dal uitgesleten. Op de hoogte van Castelnuovo slijt de rivierbodem zo snel uit dat hier in in twintig jaar tijd een heuse kloof is ontstaan. Bij de badplaats Roseto degli Abruzzi vormt de rivier een kleine delta en stroomt dan uit in de Adriatische Zee.

## Belangrijkste plaatsen
- Montorio al Vomano
- Castelnuovo Vomano
- Roseto degli Abruzzi